# Balande
Balande – wieś na Łotwie, w regionie Kurlandia, w novadsie Kuldyga. Według danych na rok 2005 miejscowość zamieszkiwało 21 osób.